# Bali United Football Club

Emblema do Bali United

O Bali United Football Club é um clube de futebol da Indonésia, com sede na regência de Gianyar, ilha de Bali. Foi fundado em Samarinda, Calimantã Oriental, em 1989, com o nome de Putra Samarinda (popularmente conhecido como Pusam). Em 2003, o Putra Samarinda fundiu-se com o Persatuan Sepakbola Indonesia Samarinda, conhecido como Persisam e o clube mudou oficialmente de nome para Persisam Putra Samarinda. Em 2015 mudou de nome para o atual e transferiu a sede para Bali.